# Homomallium pallescens
Homomallium pallescens là một loài Rêu trong họ Hypnaceae. Loài này được (Hedw.) Loeske mô tả khoa học đầu tiên năm 1910.